# Eucyon
Eucyon é um gênero extinto de canídeos que habitou a América do Norte no período Mioceno durante aproximadamente 5 milhões de anos junto de outros gigantes carnívoros do mioceno como o entelodonte que pode ter disputado território com ele.

## Morfologia
Dois espécimes foram examinados por Legendre e Roth para se descobrir a massa corporal aproximada. O peso do primeiro espécime foi estimado em 9,08 kg e o segundo espécime teve o peso estimado em 8,63 kg.

## Distribuição dos fósseis
Os fósseis restantes estão em uma área que vai do Rio Grande até o oeste do Oregon e o norte do Nebraska.